# Ashapurna Devi
Ashapurna Devi (India, 8 de enero de 1909, 13 de julio de 1995), también conocida como Ashapoorna Devi o Ashapurna Debi, fue una destacada novelista y poeta india en idioma bengalí. Ha sido ampliamente honrada con varios premios y distinciones. En 1976, el Gobierno de la India le concedió el premio Jnanpith y el Padma Shri; D.Litt. por las universidades de Jabalpur, Rabindra Bharati, Burdwan y Jadavpur. La Universidad Vishwa Bharati la honró con Deshikottama en 1989. Por su contribución como novelista y escritora de cuentos, la Sahitya Akademi le otorgó su más alto honor, la Beca Sahitya Akademi, en 1994.

## Biografía
Ashapurna Devi nació en una familia Baidya. Nació el 8 de enero de 1909, en la casa de su tío materno en Potoldanga, en el norte de Calcuta. Su aldea ancestral es Begumpur en el distrito de Hooghly. Su nombre de nacimiento era Asha Purna Devi (Gupta). Pasó su primera infancia en una familia tradicional y extremadamente conservadora en Vrindaban Basu Lane entre un gran número de parientes. Debido al dominio de su abuela, una acérrima defensora de las viejas costumbres y los ideales conservadores, a las niñas de la casa no se les permitió ir a la escuela. Se emplearon tutores privados solo para los niños. Se dice que de pequeña Ashapurna solía escuchar las lecturas de sus hermanos sentados frente a ellos y así fue como aprendió los alfabetos.
El padre de Ashapurna, Harendra Nath Gupta, era un artista famoso de la época que trabajaba para los fabricantes de muebles de C. Lazarus & Co. como diseñador. La madre de Ashapurna, Sarola Sundari, provenía de una familia muy ilustrada y era una gran amante de los libros. Fue su "intensa sed" por leer clásicos y libros de cuentos lo que se transmitió a Ashapurna y sus hermanas en su temprana edad.
Debido a la escasez de espacio, Harendra Nath trasladó a su familia a una nueva casa en el número 157 1A de la calle Acharya Prafulla Chandra Road (al lado del Khanna Cinema Hall), que brindó libertad a Sarola Sundari y sus hijas para leer de acuerdo con los deseos de su corazón. Para satisfacer el tremendo impulso de lectura de Sarola Sundari, tuvo un flujo continuo de libros y revistas de las bibliotecas de la época. Como no hubo escasez de tiempo libre para las hijas y no hubo impedimentos para leer libros para adultos desde una edad muy temprana, Ashapurna y sus hermanas establecieron una relación de amor con los libros. Aunque Ashapurna no tenía una educación formal como tal, fue autodidacta.
El período en el que Ashapurna se crio fue social y políticamente inquieto, una época de agitación y despertar nacionalistas. Aunque los niños de Harendra Nath no tenían contacto directo con el mundo exterior, eran bastante sensibles a la inquietud que se vivía en todo el país liderada por Mahatma Gandhi y otros líderes políticos que estaban dispuestos a sacrificar sus vidas para lograr la independencia. Así, diferentes factores fueron responsables de nutrir la cultura específica que guio a Ashapurna desde su primera infancia hasta su juventud, y la llevó a una posición definida a través de diversas experiencias e ideales de vida.
Según Ashapurna, ella y sus hermanas solían competir entre sí componiendo y recitando poemas. Esto dio lugar a una tenacidad inusual que inspiró a Ashapurna a enviar en secreto un poema a Sishu Sathi en 1922. Ashapurna tenía trece años y se publicó su poema "Bairer Dak" (La llamada desde el exterior), con una solicitud del editor Rajkumar Chakravorty para enviar más poemas e historias. Ese fue el comienzo que se convirtió en un florecimiento interminable para Ashapurna, que culminó en un lugar permanente para ella en el reino de la literatura en idioma bengalí.
Ashapurna fue enviada a casarse en 1924 cuando tenía quince años, dejando Calcuta para ir a la residencia familiar de su prometido en Krishnanagar. Estuvo casada con Kalidas Gupta y la pareja se mudó con frecuencia cuando se casaron. En 1927 se establecieron en Calcuta en Ramesh Mitra Road, Bhowanipur y luego en una casa más grande en 77 Beltola Road, donde vivieron hasta 1960. Luego tuvieron que mudarse a un apartamento separado cerca de Golpark con su único hijo Sushanta, su nuera Nupur y una nieta Shatarupa. Más tarde, en 1967, se agregó a la familia otra nieta, Shatadeepa. En 1970, Kalidas Gupta y Ashapurna construyeron su propia casa en Garia en 17 Kanungo Park. Ashapurna vivió allí hasta que murió el 13 de julio de 1995.
Al comienzo de su carrera como escritora, Ashapurna escribió solo para niños – Chhoto Thakurdar Kashi Yatra (El tío abuelo va a Varanasi) fue la primera edición impresa publicada en 1938, seguida de otras a lo largo de su carrera literaria.
En 1936 escribió por primera vez una historia para adultos, "Patni O Preyoshi", publicada en la edición Puja de Ananda Bazar Patrika. Prem O Prayojan fue su primera novela para adultos, publicada en 1944.
Desde este período, su escritura continuó como un proceso sin fin. La mayoría de sus escritos marcaron una enérgica protesta tanto para hombres como para mujeres, contra la desigualdad y la injusticia derivadas de la discriminación basada en el género y la estrechez de miras arraigadas en la sociedad hindú tradicional. Las historias de Ashapurna Devi dejaban en evidencia la opresión que las mujeres tienen que afrontar e hicieron un ferviente llamamiento a un nuevo orden social, aunque sin suscribir el feminismo teórico moderno del modo occidental. Su obra magna, la trilogía Pratham Pratishruti (1964), Subarnolata (1967) y Bakul Katha (1974), simboliza una lucha interminable de las mujeres por lograr la igualdad de derechos.
En el momento de su muerte, estaba en la cima de su fama, dejando atrás creaciones literarias únicas, Ashapurna Devi fue honrada con varios premios y distinciones, que se detallan a continuación.

## Reconocimientos
- Premio Lila de la Universidad de Calcuta (1954)
- Medalla de oro Bhuban Mohini Das Bhuban Mohinii (1966):
- El [[Premio en memoria de Rabindra ( Rabindra Proskar )]] del Gobierno de Bengala Occidental (1966)
- El premio Gyannpith (1976) para Prothom Protishruti [12]
- La medalla Haranath Ghosh del Bangiya Sahitya Parishad (1988)
- La Medalla de Oro Jagattarini de la Universidad de Calcuta (1993)

### Novelas
1. Aar Ek Ashapurna (Mitra O Ghosh)
2. Agniparikha (Mitra O Ghosh)
3. Asha Purna Devir Rachanaboli [in 10 volumes] (Mitra O Ghosh)
4. Asha Purna Bithika (Nirmal Sahityam)
5. Anamaniyaa (Karuna Prakashani)
6. Bakul Katha (Mitra O Ghosh, 1974)
7. Biswas Abiswas (Deb Sahitya Kutir)
8. Chabibandha Sinduk (Mitra O Ghosh)
9. Chitrakalpa (Mitra O Ghosh)
10. Chosma Palte Jai (Deb Sahitya Kutir)
11. Dibyahasini'r Dinolipi (Mitra O Ghosh)
12. Drishya Theke Drishyantore (Mitra O Ghosh)
13. Dwitiyo Adwitiyo (Nirmal Sahityam)
14. Ei To Sedin (Ananda Publishers)
15. Kalyani (Nirmal Sahityam)
16. Ka(n)ta Pukur Lane'r Komola (Deb Sahitya Kutir)
17. Laghu Tripodi (Puspo)
18. Lila Chirontan (Mitra O Ghosh)
19. Nakhyatrer Akash (Nirmal Sahityam)
20. Noksha Kata Ghor (Karuna Prakashoni)
21. Pancha Nodir Teere (Pal Publishers)
22. Prem O Proyojon (Punascha, Nirmal Sahityam)
23. Priyo Galpo (Nirmal Sahityam)
24. Prothom Pratisruti (Mitra O Ghosh, 1964)
25. Sashi Babu'r Sangsar (Punascha)
26. Siri Bhanga Anka (Mitra O Ghosh)
27. Shrimti Sat(m)a Jibon (Karuna Prakashani)
28. Sthan Kaal Patra (Karuna Prakashani)
29. Subarnalata (Mitra O Ghosh, 1967)
30. Tin Prohor (Baluchori, Sunglass, Srinkholita) (Nirmal Sahityam)
31. Trimatrik (Nirmal Sahityam)
32. V.I.P Bari'r Lok (Karuna Prakashani)

### Rochonaboli
Sus rochonaboli (obras completas) se publican en 10 volúmenes de la editorial Mitra O Ghosh.

#### Rochonaboli, Vol. 1
1. "Boloygras" (1952)
2. "Jogbiyog"  (1960)
3. "Nirjon Prithibi" (1956)
4. "Charpotra"        (1960)
5. "Prothom Lagna"
6. "Samudra Neel Akash Neel" (1960)
7. "Uttorlipi"                                  (1960)
8. "Teenchanda"
9. "Mukhor Ratri"                          (1961)

#### Rochonaboli, Vol. 2
1. "Agni Parikha" (1952)
2. "Alor Sakhor"
3. "Jibon Swad"
4. "Aaar Ek Jhor"
5. "Nodi Deek Hara"
6. "Ekti Sondhya Ekti Sokal"
7. "Uttoron"
8. "Johuri"
9. "Mayajaal"
10. unpublished short stories
11. unpublished non-fiction

#### Rochonaboli, Vol. 3
1. Prem O Prayojan      (1944)
2. "Nabajonma"              (1960)
3. Sashi Babu'r Sangsar (1956)
4. "Unmochon"               (1957)
5. "Bahironga"
6. "Begboti"
7. "Abohosangeet"
8. unpublished short stories
9. unpublished poetries

#### Rochonaboli, Vol. 4
1. "Nepothyo Nayika"
2. "Jonom Jonom ke Sathi"
3. Laghu Tripodi
4. "Du ye Mile Ek" (Srinkholita and Sunglass)
5. "Suktisagar"
6. "Sukherchabi"
7. "Suyoranir Sadh"
8. "Surobhi Sopno"
9. unpublished short stories
10. unpublished non-fiction

#### Rochonaboli, Vol. 5
1. "Mayadarpan"
2. "Brittopoth"
3. "Mittirbari"
4. "Atikranto"
5. "Sonar Horin"
6. "Uro Pakhi"
7. "Jugal Bondi"
8. "Sesh Raai"

#### Rochonaboli, Vol. 6
1. Kokhono Deen Kokhono Raat
2. Baluchori
3. Anobogunthita
4. unpublished short stories

#### Rochonaboli, Vol. 7
1. "Bijoyi Basanta"
2. "Ditio Adhyay"
3. "Neel Porda"
4. "Durer Janla"
5. "Juganter Jobonika Pare"
6. "Dui Meru"
7. unpublished short stories

#### Rochonaboli, Vol. 8
1. Prothom Pratisruti (First Part)
2. "Polatok Sainik"
3. "Pratikhar Bagan"
4. "Jhinuk e Sei Tara"
5. unpublished short stories

#### Rochonaboli, Vol. 9
1. Prothom Pratishruti (Last Part) (1964)
2. Subarnalata (1967)

#### Rochonaboli, Vol. 10
1. Bakul Katha (1974)
2. "Balir Niche Dhew"
3. unpublished short stories

### Funciona para lectores más jóvenes
1. Aloy Adityer IcchaPatra Rahosyo (Ananda Publishers, 1995)
2. Amorabatir Antorale (1994)
3. Byaparta Ki Holo (1993)
4. Bhaggi Juddho Bedhechilo (1986)
5. Bhagyolakhi Lotarry (1990)
6. Bhitore Ki Chilo (1985)
7. Bhuture Kukur (1982)
8. Bolber Moto Noi (1987)
9. Cha(j)jone Mile (1979)
10. Chutite Chotachuti (1982)
11. Chotoder Srestho Golpo (1955)
12. Chotoder Shresto Golpo (1981)
13. Chotto Thakurdar Kashijatra (1938)
14. Chotoder Bhalo Bhalo Golpo (1962)
15. Dakaat r Kobole Ami (1972)
16. Dibbosundarer Dibbogayan luv (1988)
17. Doshti Kishore Uponyas (Ananda Publishers)
18. Durer Basi (1978)
19. Ek Kuri Golpo (1988)
20. Ek Samudra onek Dheu (1963)
21. Eker Modhe Teen (1991)
22. Gaja Ukil Er Hatya Rahasya (Ananda Publishers, 1979)
23. Golpo Bhalo Aber Bolo (1958)
24. Golpo Holo Suru (1955)
25. Golper Moto Golpo (1961)
26. Half-Holiday (1941)
27. Hasir Golpo (1967)
28. Jibon Kalir Pakka Hiseb (1985)
29. Jugalratno Tiktiki Office (1992)
30. Kanakdeep (1962)
31. Karapaker Pakchakra (Karuna Prakashani, 1997)
32. Kato Kando Railgarite (1985)
33. Kishore Amonibaas (1986)
34. Kishore Bachai Golpo (1999)
35. Kisor Sahityo Samagro (1983)
36. Kishore Sahitya Samagro (1–3) (Mitra O Ghosh)
37. Kisor Sahityo Samvar (1980)
38. Kopal Khule Gelo Naki (1992)
39. Majarumama (1992)
40. Manikchand O Aro Choddo (1992)
41. Manuser Mato Manus (1986)
42. Mon Thaklei Mon Kamon (1996)
43. Nije Bujhe Nin (1987)
44. Nikharchai Amod (1982)
45. Onara Thakbeni (1982)
46. Pa(n)ch Bhuter Goppo (Punascha, 1990)
47. Panchasti Kishore Galpo (Nirmal Sahityam)
48. Pakhi Theke Hati (1983)
49. Planchet(Karuna Prakashani,1999)
50. Poyela Doshra (1992)
51. Rajkumarer Poshake (Ananda Publishers, 1975)
52. Rahasyer Sandhaane (Nirmal Sahityam, 1981)
53. Raja Noi Rani Noi (1959)
54. Rajai Golpo (1976)
55. Rani Mayabatir Antardhyan Rahosyo (1993)
56. Ro(n)gin Molat (1941)
57. Sakaler Sapno (1994)
58. Sarojanter Nayak (1992)
59. Satyi Amod (1992)
60. Sei Sob Golpo (1967)
61. Sera Baro (1988)
62. Sera Rahasyo Samvar (1984)
63. Shanirbachito Chotoder Shesto Golpo (1996)
64. Shono Shono Golpo Shono (Deb Sahitya Kutir, 1956)

### Historias publicadas en revistas infantiles
- "Anko Sir o Mozart" (Sarodiya Anondomela, 1995)
- "Bhagye Thakle Kina Hoi" (Uponyas)
- "Bishe Bishkhay"
- "Bhut Namaibar Sahoj Podhdhoti" (Sarodiya Anondomela, 1986)
- "Chutite Chotachuti" (Uponyas,Sarodiya Anondomela, 1981)
- "Ghya(N)ch Kore"
- "Kagaj To Paro Na" (Sarodiya Anondomela, 1985)
- "Kichhu Korena Kichhu Korbe Na" (Agomoni, Deb Sahitya Kutir)
- "Matra Ekkhana Than Eet"
- "Muskil Asan er Kolkathi" (Sarodiya Anondomela, 1989)
- "Parar chhele" (Sarodiya Anondomela, 1987)
- "Swapner Railgari" (Boro Golpo, Sarodiya Anondomela, 1983)
- "Tibboti Lamar Coffin" (Sarodiya Anondomela, 1993)

### Pakhik Anondomela Golpo Sankalan
- "Tiktiki, Ateendriyo Shakti o Bedanto Bardhan" (11 de enero de 1989, ilustración - Krishnendu Chaki)
- "Kopaal'er Naam Gopaal" (9 de junio de 1993, ilustración - Debashish Deb)
- "Mojaru-Mama" (17 de octubre de 1984, ilustración - Anup Roy)
- "Ninkhonj Niruddesh Hote Gele" (7 de enero de 1987, ilustración - Krishnendu Chaki)

### PujaBarshiki Anondomela Golpo Sankalan
- Bahadur (Sarodiya Anondomela, 1971)
- Hoito Eirokomi (Sarodiya Anondomela, 1992)
- Char Buror Adda (Sarodiya Anondomela, 1996)

### Kishore Uponyas (novelas preadolescentes)
- Raajkumar Er Poshake (Anandomela)
- Gaja Ukil Er Hotya Rohosya (Anandomela)
- Bhuture Kukur (Anandomela)
- Lonka Morich O Ek Mohamanab (Pakhyik Anandamela, March 1983)
- Manusher Moto Manush (Sharodiya Kishormon)
- Chara Pute Gelen Nantu Pise (Pakhyik Anandamela, 1987)
- Bomar Cheye Bisham[Sharodiya Kishor Bharati)
- Somuddur Dekha (Sharodiya Kishor Bharati, 1988)
- Aloy Adityer Iccha Potro Rohosyo (Anandomela)
- Harano Theke Prapti (Anandamela)

## Adaptación de televisión
Su novela "Baluchori" fue adaptada como una serie de televisión en Deepto TV llamada Aparajita. También "Subarnalata" se ejecutó en Zee Bangla. “Prothom Protisshruti” también está versionada como serie de televisión en Colors Bangla. ((Yupp TV)) ((Airtel TV)) ((Jio TV)).